# Еремушкина
Еремушкина — упразднённая в 2021 году деревня в Кудымкарском районе Пермского края России. Входила на момент упразднения в состав Верх-Иньвенского сельского поселения. 

## География
Урочище располагается западнее от города Кудымкара. Расстояние до районного центра составляет 48 км. 

## История
Законом Пермского края от 08.12.2021 № 29-ПК к 23 декабря 2021 года упраздняется.
На 1963 год населённый пункт входил в состав Самковского сельсовета.

## Население
| 2010 |
| ---- |
| 4    |

### Историческая численность населения
По данным на 1 июля 1963 года, в деревне проживало 112 человек.
По данным Всероссийской переписи населения 2010 года, в деревне проживало 4 человека (2 мужчины и 2 женщины).